# 코토바 (음악 그룹)
코토바는 대한민국의 인디 록밴드이다. 2019년 EP 앨범 [언어의 형태]로 데뷔했다.

## 방송
- 그레이트 서울 인베이전 (2022) - Top45

## 음반
- 언어의 형태 (form of tongue) (2019)
- Loss (2019)
- 날씨의 이름 (2020)
- 인디스땅스 2020 컴필레이션 (2020)
- Orangette (2020)
- Curry (2021)
- 세상은 곧 끝나니까 (2021)
- cotoba Studio Live (2021)
- THE POST-ROCK (히피토끼 컴필레이션) (2022)
- 4pricøt (2022)